# Cyrtophleba vernalis
Cyrtophleba vernalis är en tvåvingeart som först beskrevs av Kramer 1917.  Cyrtophleba vernalis ingår i släktet Cyrtophleba och familjen parasitflugor. Arten är reproducerande i Sverige. Inga underarter finns listade i Catalogue of Life.